# After Shave och Anders Eriksson
After Shave och Anders Eriksson är en humorgrupp som bildades 1987 av After Shave och Anders Eriksson (från Galenskaparna).
Gruppen bildades i en situation då After Shave hade material men bara Anders Eriksson från Galenskaparna kunde ställa upp i deras scenuppsättning. Claes Eriksson arbetade då på de båda gruppernas fjärde stora musikal Stinsen brinner och första långfilmen Leif, och Kerstin Granlund kunde inte vara med.
Så After Shave och Anders Eriksson bokade restaurang Trädgårn i Göteborg, och deras krogshow Kabaré Kumlin spelades på restaurangen under vintern och våren 1987 och blev en stor succé. Bland showens sånger återfinns låten "Bandy, Bandy" från 1983 som har blivit en stor hit.
Sedan har det blivit en liten "tradition" att After Shave och Anders Eriksson uppträder med en show lite var som helst i Sverige.
Gruppens mest populära ansikten är hippie-figurerna från Falkes Fondue, men även figurerna i gruppen 4 Kongos - bland andra från revyn Alla ska bada är populära.
After Shave och Anders Eriksson har vid flera tillfällen uppträtt på diverse svenska galor, ett exempel är Fotbollsgalan.

## Historia
- 1987 Kabaré Kumlin - en show på restaurang Trädgårn i Göteborg.
- 1987 Norrlandsturné - turné i Norrland med showen Kabaré Kumlin.
- 1987 Slottsturné - turné i flera slottsruiner och fästningar runt om i Sverige.
- 1996 Kajskjul 8 - spelades på Kajskjul 8 i Göteborgs hamn.
- 2001 Den gode, den onde, den fule och Rippe - sommarturné runt om i Götaland och Skåne.
- 2004 Falkes Fondue - uppsättning på Kajskjul 8 i Göteborgs hamn. Gästspel på Tyrol våren 2006.
- 2007 Familjen Falke - ett framträdande med Familjen Falke den 15 juli på Sövde amfiteater.
- 2007 Cabaret Cartwright - Krogshow på Kajskjul 8 med Bröderna Cartwright som utgångspunkt. Premiär 4 oktober.
- 2010-2012 Gubbröra och Pyttipanna - En best-of-show med premiär 15 januari på Kajskjul 8.
- 2015 Det mesta av det bästa - En turné till bland annat Linköping, Norrköping och Gävle.

## Diskografi
- 1985 - Bad & sånt EP (innehåller även låten Mygg) Texter skrivna av K Agnred och C Eriksson
- 1998 - Tvätt CD-singel, av den fiktiva gruppen 4 Kongos. Skriven av C Eriksson
- 2000 - Beige CD-singel, av den fiktiva gruppen 4 Kongos. Skriven av C Eriksson
- 2005 - Kompisar CD-singel, av det fiktiva pojkbandet Lifewest. Skriven av K Agnred
- 2007 - After Shave och Anders Eriksson CD-singel, från Cabaret Cartwright. Skriven av P Fritzell, K Agnred, A Eriksson/ L "Lim" Moberg samt B Scott/J Dailey.